# Závojenka lesklá
Závojenka lesklá (Entoloma nitidum) je poměrně vzácný druh houby z čeledi závojenkovité (Entolomataceae). V Červeném seznamu hub České republiky je druh uveden jako téměř ohrožený.

## Znaky
Tenkomasý, 2–5 cm široký klobouk zvoncovitého tvaru se vyvíjí na klenutý se slabým vyhrbením. Pokožka je výrazně, ocelově modře zbarvená, hladká, stářím lehce bledne.
Lupeny bělavé až lehce růžové, u třeně úzce připojené, na klobouku středně hustě uspořádané. Výtrusný prach je růžový.
Třeň dorůstá 3–9 cm délky, je rovněž ocelově modrý, dutý, směrem od bílé báze nahoru znatelně bíle čárkovaný.
Dužnina je bílá, měkká, postupně tuhne, nevyniká žádnou vůní ani chutí.

## Užití
Jedovatá houba.

## Ekologie
Tuto závojenku najdeme od srpna do října v kyselých a chladných jehličnatých lesích ve vyšších polohách. Houba ráda roste v mechu.

## Rozšíření
Nejrozšířeněji se vyskytuje v Evropě, popsána byla i v Severní Americe, Japonsku, Austrálii a na Tchaj-wanu.

## Galerie

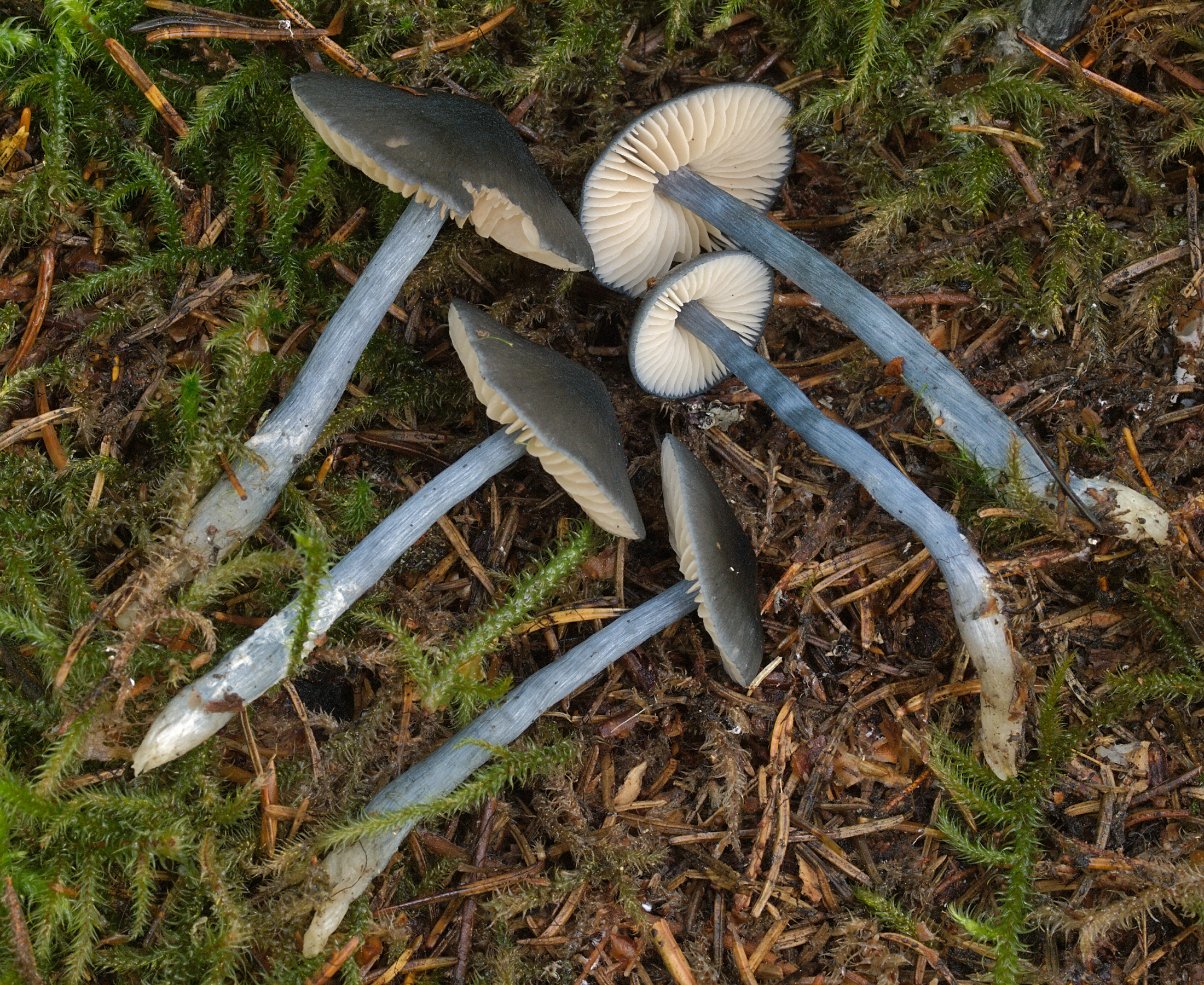
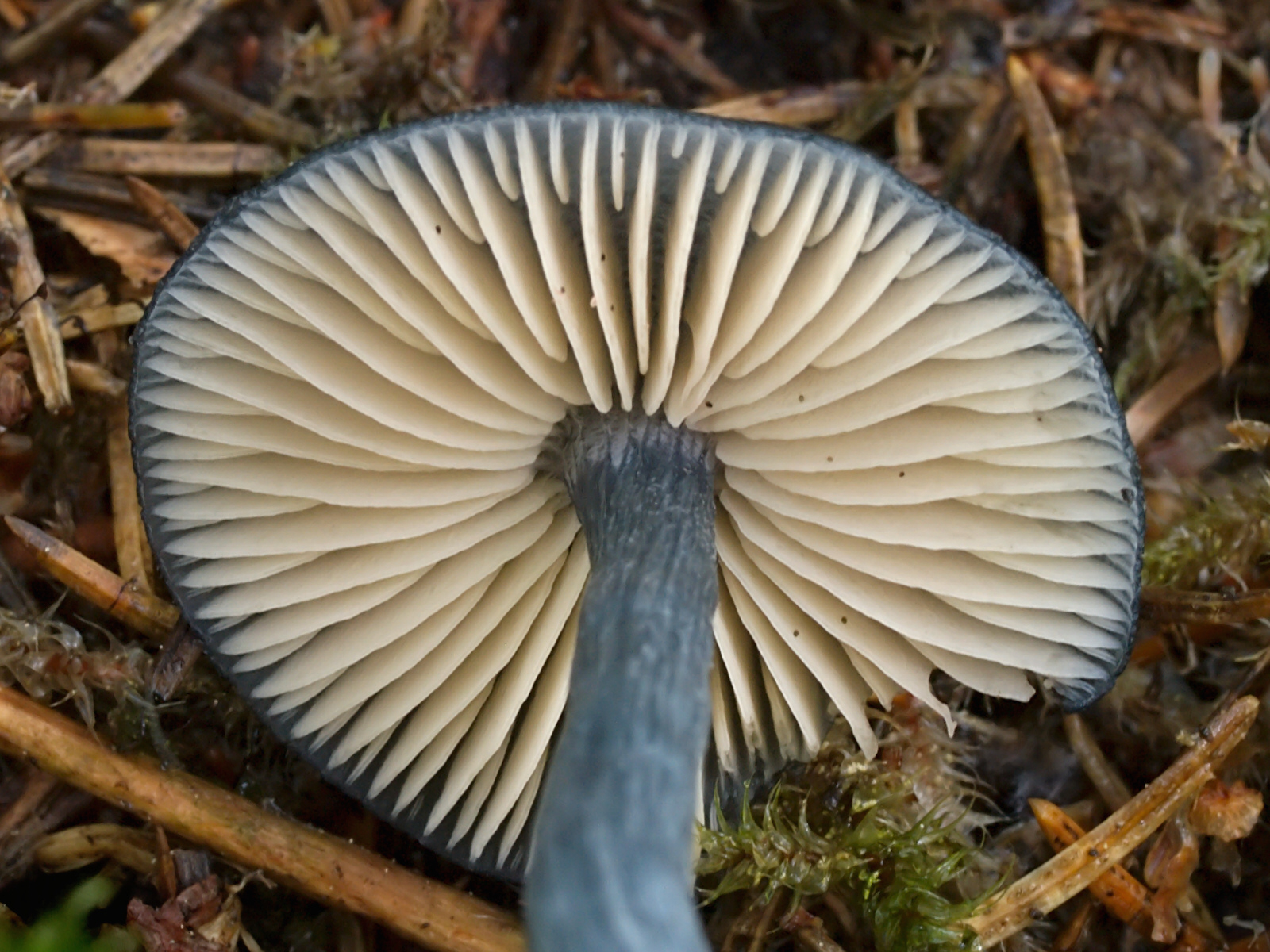
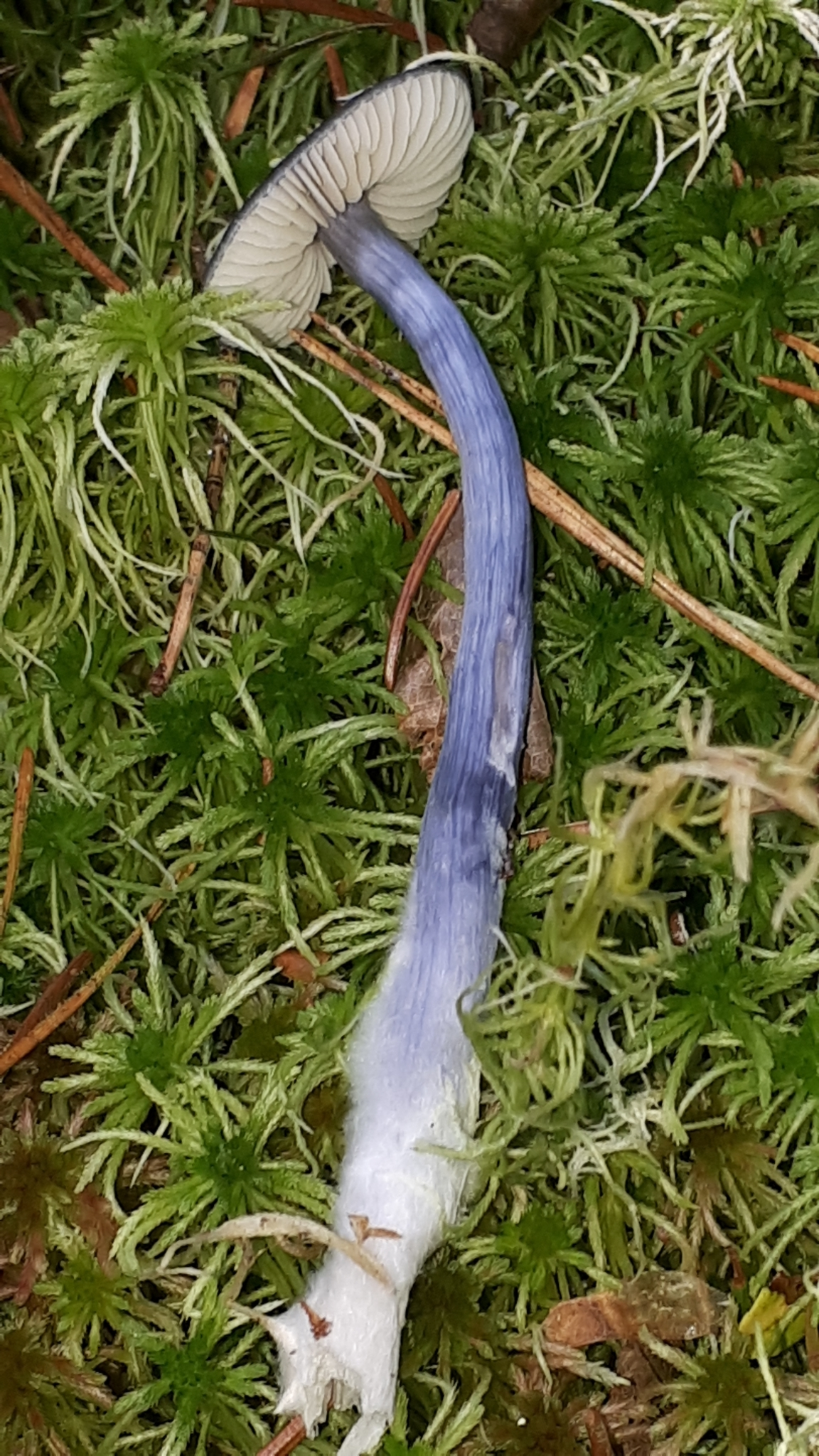
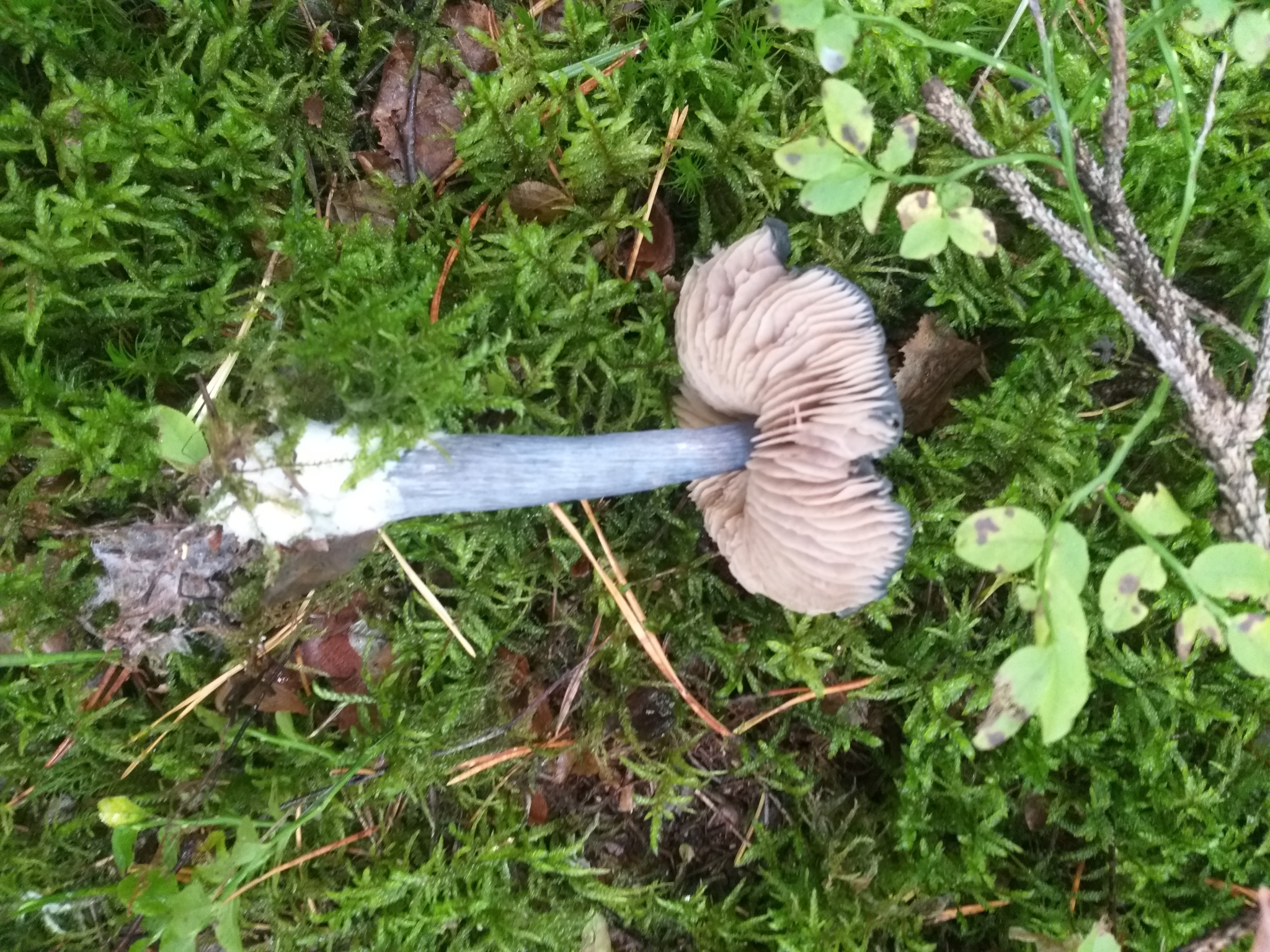

## Možnost záměny
- Závojenka vlhká (Entoloma bloxamii) - liší se šedomodrým zbarvením (střed klobouku se ve stáří zbarvuje do okrova) a výskytem na přirozených trávnících.[2][3]